# Сапожников, Николай Иванович
Никола́й Ива́нович Сапо́жников (род. 5 августа 1949, Ижевск, Удмуртская АССР, РСФСР, СССР) — советский и российский государственный и политический деятель. Председатель Совета Союза производителей нефтегазового оборудования с 2012.
Депутат Государственной думы Федерального собрания Российской Федерации (1995—2007, 2010—2016), заместитель Председателя комитета Государственной думы по промышленности, член фракции КПРФ. Член Президиума Центрального комитета КПРФ в 2000—2004 гг.

## Биография
Родился 5 августа 1949 года в Ижевске, получил высшее образование в Ижевском механическом институте по специальности «Технология машиностроения, металлургические станки и инструменты», окончил Академию общественных наук при ЦК КПСС. Кандидат экономических наук. По национальности русский.
Председатель Совета Союза производителей нефтегазового оборудования  (рус.), друг и последователь Ю.Д. Маслюкова (рус.)
Кандидат в Президенты России, лидер КПРФ Геннадий Зюганов включил депутатов Сергея Собко и Николая Сапожникова в качестве руководителей промышленного блока своего правительства при победе на выборах. (рус.)

### Трудовая деятельность
- 1968—1970 — Техник-технолог, сменный мастер Ижевского радиозавода.
- 1970—1973 — Служба в пограничных войсках КГБ СССР.
- 1973—1983 — Старший мастер, начальник техбюро, заместитель начальника цеха, заместитель секретаря парткома, секретарь парткома Ижевского радиозавода.
- 1983—1986 — Директор Воткинского завода радиотехнологического оснащения.
- 1986—1991 — Заведующий отделом оборонной промышленности Удмуртского обкома КПСС, первый секретарь Ижевского горкома КПСС, первый секретарь Удмуртского обкома КПСС.
- 1990—1991 — Член ЦК КПСС.
- 1992—1996 — Заместитель директора Удмуртского НИУ Института экономики УрО РАН.
- 1996—2000 — Депутат Государственной Думы созыва 1995—1999 гг., член Комитета по экономической политике.
- 3 декабря 2000 года по 3 июля 2004 года член Президиума Центрального комитета КПРФ
- 2000—2003 — Депутат Государственной Думы, член Комитета по промышленности, строительству и наукоемким технологиям.
- 2003—2007 — Депутат Государственной Думы четвёртого созыва, заместитель председателя Комитета по кредитным организациям и финансовым рынка.
- 2007—2009 — Депутат Государственного Совета Удмуртской Республики пятого созыва, член постоянной комиссии по социальной политике.
- 2009—2010 — Руководитель Аппарата Комитета Государственной Думы по промышленности.
- 2011—2016 — Депутатом Государственной Думы шестого созыва от Удмуртской Республики.
- 2012 Избран председателем Союза производителей нефтегазового оборудования

## Награды
- Орден Дружбы (4 июня 2014) — за достигнутые трудовые успехи, значительный вклад в социально-экономическое развитие Российской Федерации, заслуги в гуманитарной сфере, активную законотворческую и общественную деятельность, многолетнюю добросовестную работу[2]
- Орден Дружбы народов
- 2 медали
- Благодарность Президента Российской Федерации (4 ноября 2007 года) — за большой вклад в развитие системы арбитражных судов Российской Федерации и многолетнюю плодотворную деятельность[3]